# Diocesi di Giuliopoli
La diocesi di Giuliopoli (in latino Dioecesis Iuliopolitana) è una sede soppressa del patriarcato di Costantinopoli e sede titolare della Chiesa cattolica.

## Storia
Giuliopoli, identificabile con le rovine nei pressi di Nallıhan nel distretto omonimo in Turchia, è un'antica sede episcopale della provincia romana della Galazia Prima nella diocesi civile del Ponto. Faceva parte del patriarcato di Costantinopoli ed era suffraganea dell'arcidiocesi di Ancira.
Nella seconda metà del IX secolo la città assunse il nome di Basilaion (Βασιλαίον, Basiliopoli), in onore dell'imperatore Basilio I il Macedone (867-886). Questa variazione è documentata dalle Notitiae Episcopatuum del patriarcato di Costantinopoli, che attestano il nuovo nome a partire dalla Notitia datata agli inizi del X secolo; con questo nome la diocesi è documentata fino agli inizi del XV secolo. Nel corso dell'XI secolo Basiliopoli fu elevata al rango di metropolia.
Diversi sono i vescovi noti per questa antica sede episcopale. Filadelfio prese parte al concilio di Ancira nel 314 e al primo concilio ecumenico celebrato a Nicea nel 325. Fileto sottoscrisse la lettera dei vescovi dissidenti presenti al concilio di Sardica (343/344). Meliftongo intervenne a due concili, quello celebrato a Costantinopoli nel 448, dove Eutiche fu condannato come eretico, e quello di Calcedonia nel 451. Procliano sottoscrisse nel 458 la lettera dei vescovi della Galazia Prima all'imperatore Leone dopo la morte di Proterio di Alessandria. Pantaleone prese parte al sinodo riunito a Costantinopoli dal patriarca Menna per condannare Antimo. Martirio intervenne al terzo concilio di Costantinopoli nel 680. Giovanni era presente al concilio detto in Trullo nel 692. Costantino assistette al secondo concilio di Nicea nel 787.
Il cambiamento del nome della città vescovile è attestato durante i concili di Costantinopoli dell'869-870 e dell'879-880, che trattarono la questione del patriarca Fozio e che videro la presenza dei vescovi Ignazio e Leone. La sigillografia ha restituito i nomi di tre prelati di Basilinopoli, Cosma, Giovanni e Teofilo; e di un anonimo, noto con il titolo di metropolita. Un altro metropolita di Basilaion, Sineto, fu destinatario di una lettera di Michele Psello, verso la metà dell'XI secolo.
Dal XVIII secolo Giuliopoli è annoverata tra le sedi vescovili titolari della Chiesa cattolica; la sede è vacante dal 16 luglio 1981.

## Cronotassi

### Vescovi greci
- Filadelfio † (prima del 314 circa - dopo il 325)
- Fileto † (menzionato nel 343/344)
- Meliftongo † (prima del 448 - dopo il 451)
- Procliano † (menzionato nel 458)
- Pantaleone † (menzionato nel 536)
- Martirio † (menzionato nel 680)[4]
- Giovanni † (menzionato nel 692)[5]
- Costantino † (menzionato nel 787)[6]
- Ignazio † (menzionato nell'869-870)[7]
- Leone † (menzionato nell'879-880)[8]
- Cosma † (X secolo)[9]
- Giovanni † (X/XI secolo)[10]
- Anonimo † (XI secolo)
- Sineto † (metà dell'XI secolo)
- Teofilo † (XI/XII secolo)

### Vescovi titolari
- Michał Jan Zienkowicz † (27 giugno 1718 - 2 ottobre 1730 nominato vescovo di Vilnius)
- Józef Michał Trzciński † (21 luglio 1732 - 3 gennaio 1738 deceduto)
- Jean de Lolière-Puycontat, M.E.P. † (28 agosto 1738 - 8 dicembre 1755 deceduto)
- Ferenc Kornis de Göncz-Ruszka † (12 giugno 1769 - 12 febbraio 1790 deceduto)
- Joseph Norbert Provencher † (1º febbraio 1820 - 4 giugno 1847 nominato vescovo di Saint-Boniface)
- Antoine-Magloire Doumer, SS.CC. † (9 maggio 1848 - 24 dicembre 1878 deceduto)
- Sylwester Sembratowicz † (28 febbraio 1879 - 27 marzo 1885 nominato arcieparca di Leopoli)
- George Vincent King, O.P. † (11 settembre 1885 - 25 febbraio 1886 deceduto)
- Andrea Logorezzi † (7 gennaio 1887 - 15 giugno 1888 nominato arcivescovo di Skopje)
- Anton Hubert Fischer † (14 febbraio 1889 - 14 febbraio 1903 confermato arcivescovo di Colonia)
- Bonaventure Finbarr Francis Broderick † (7 settembre 1903 - 18 novembre 1943 deceduto)
- René-Joseph Piérard † (29 dicembre 1945 - 9 gennaio 1948 succeduto vescovo di Châlons)
- Ioan Maria Duma, O.F.M.Conv. † (16 novembre 1948 - 16 luglio 1981 deceduto)